# Linnaemya timida
Linnaemya timida là một loài ruồi trong họ Tachinidae.